# Castelo de Prangins
O Castelo de Prangins está situado na localidade do mesmo nome no Cantão de Vaud da Suíça. Desde 1998 o castelo faz parte do Museu Nacional Suíço (MNS) que é formado por oito museus em diferentes localidades suíças e que dependem directamente do DFI-Escritório Federal da Cultura do Departamento Federal do Interior (DFI) com a finalidade de consagrar as exposições à história cultural da Suíça desde as épocas mais recuadas aos nossos dias, razão porque o jardim é na realidade uma horta-jardim com plantas desde o século XVIII .

## História
O castelo foi destruído pelos saboiardos em 1293 mas reconstruído passa de mão em mão até ser aumentado em 1613. O proprietário da época põe o castelo à disposição de Voltaire, já exilado de Paris, e antes que ele faça as obras no Castelo de Ferney-Voltaire par aí se instalar em 1755

## Museu
Quando o Museu Nacional Suíço começou a pensar distribuir a sua colecção numa localidade da Suíça romanda penso que este castelo seria uma boa escolha, mas o seu preço é demasiado elevado, razão porque pede uma ajuda aos cantões de Vaud e de Genebra. É no centenário do MNS que em Junho de 1998 é oficialmente aberto o Castelo de Prangins como fazendo parte de MNS em terras romandas .